# Kletterpoth 6

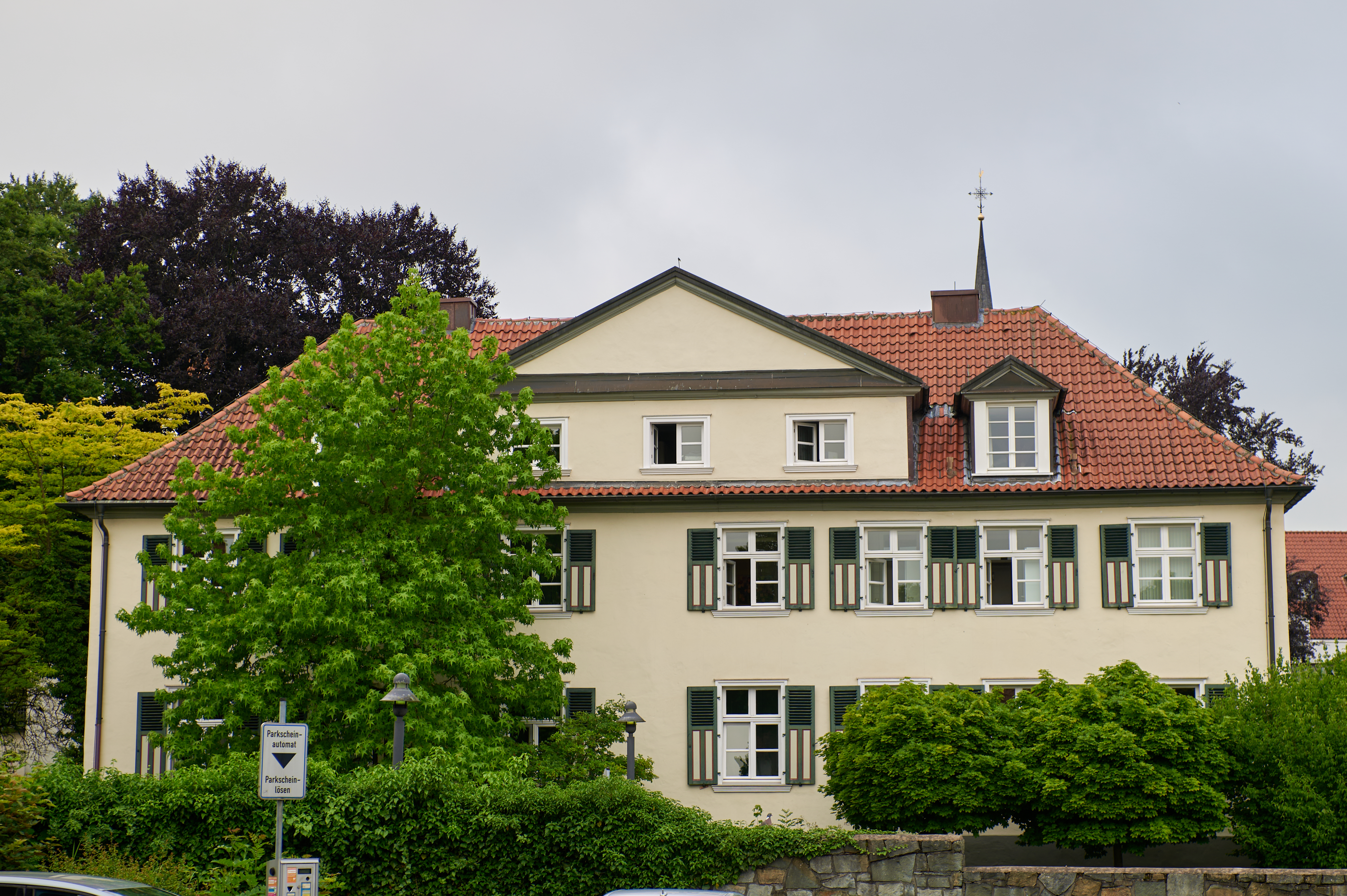
Kletterpoth 6 in Werl (Rückseite)

Das Haus Kletterpoth 6 ist ein denkmalgeschütztes Profangebäude in Werl, das um 1830 im klassizistischen Stil errichtet wurde.
Das Gebäude ist auch als "Burghaus" oder "Villa Koch" bekannt, nach ihrem späteren Bewohner Dr. Hermann Josef Koch.

## Geschichte

### Burgmannshof
Das Gebäude steht an der Stelle eines ehemaligen Burgmannshofes der Familie von Fürstenberg-Waterlappe, die schon vor 1400 in Werl bezeugt ist. 1393 war die Hofanlage im Besitz eines Knappen Wilhelm von Fürstenberg. An seiner Stelle befand sich zuvor der sogenannte "Alte Hof", der zur Residenz (Schloss Werl) der Grafen von Werl und später dem Erzbischof von Köln gehörte. Noch Mitte des 17. Jahrhunderts wurde das Areal "Fürstenberger Platz" genannt.

### Burghaus
Um 1571 war das Anwesen ein Lehen der Familie von Kleinsorgen, der kurkölnische Beamte Gerhard Kleinsorgen († 1591) ließ nach einem Brand auf dem Areal ein neues Gebäude, "Burghaus" genannt, errichten. Der Kölner Kurfürst bezeichnete das Gebäude 1571 als "altes Borchmans Haus und Hof".

### Heutiger Bau
Um 1830 wurde das Anwesen an Friedrich von Böckenförde gen. Schüngel zu Echthausen verkauft. Dieser errichtete wohl das heutige Gebäude. 1839 erbte es Schüngels Schwiegersohn Felix Freiherr von Lilien-Echthausen. Zu der Zeit besaß das Haus noch ein uraltes Jagdrecht. 1906 wurde der Freiherr von Plettenberg-Oevinghausen Eigentümer, dieser verkaufte es bereits 1909 an den Viehhändler Julius Wolf jr., über den es 1927 in den Besitz der Arztfamilie Koch gelang. Dr. Hermann-Josef Koch verkaufte es in den 1970er Jahren an die Sparkasse Werl.

## Architektur
Das heutige Haus wurde um 1830 anstelle des früheren Burghauses errichtet. Es handelt sich hierbei um einen verputzten Fachwerkbau von sieben Achsen unter einem Walmdach. Auf der Mittelachse stehen beidseitig dreiachsige Zwerchhäuser mit Dreiecksgiebel und einem Radfenster auf der Vorderseite. Der Grundriss des Gebäudes entspricht weniger den bürgerlichen Gebäuden seiner Zeit als Adelspalais des 17. und 18. Jahrhunderts, mit einer Eingangsdiele und imposanter Treppenanlage, an die sich die Räume hintereinander, ohne durchgehende Flure (vgl. Appartement), aneinanderreihen.
1982 wurde das Gebäude von der Sparkasse Werl durchgreifend umgebaut und erneuert, zuvor waren die Fachwerkwände des Gebäudes verschiefert. Es wurde von der Sparkasse Werl als Verwaltungsgebäude genutzt. Seit 2002 ist dort ein Steuerberater ansässig, die das Gebäude von der Sparkasse kauften.